# Cladonia rappii
Cladonia rappii är en lavart som beskrevs av A. Evans. Cladonia rappii ingår i släktet Cladonia och familjen Cladoniaceae.   Inga underarter finns listade i Catalogue of Life.

## Källor

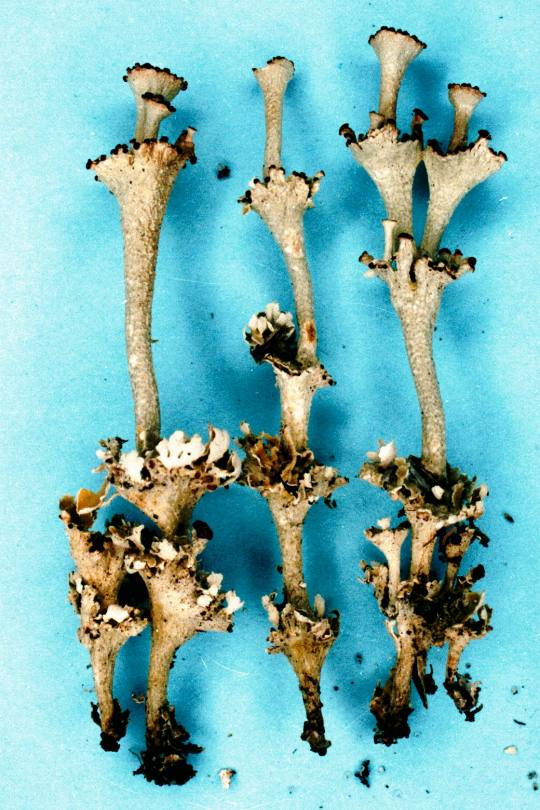
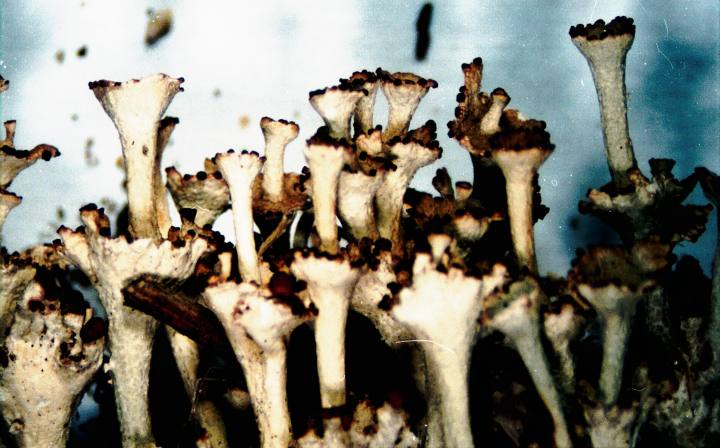
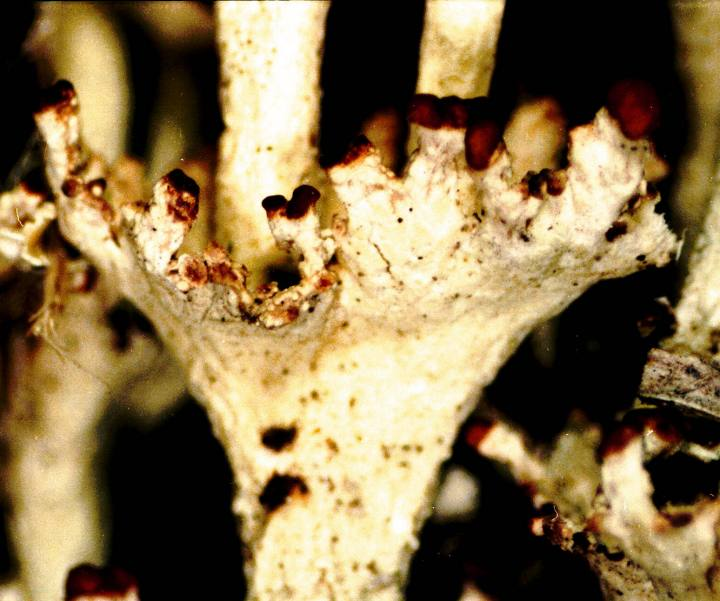
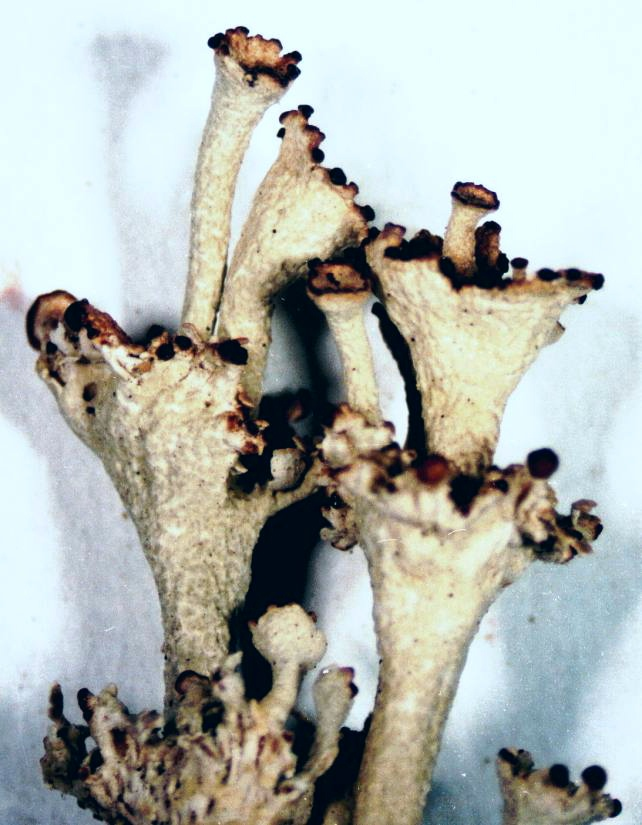
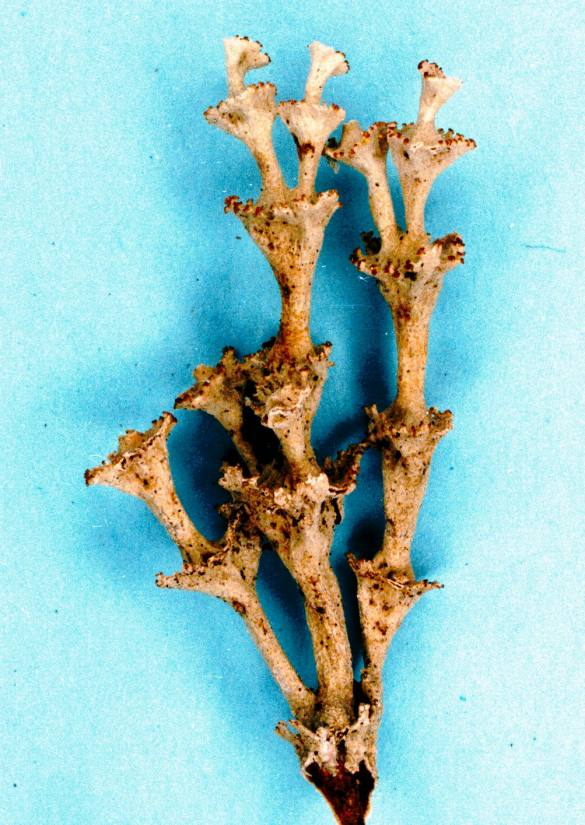
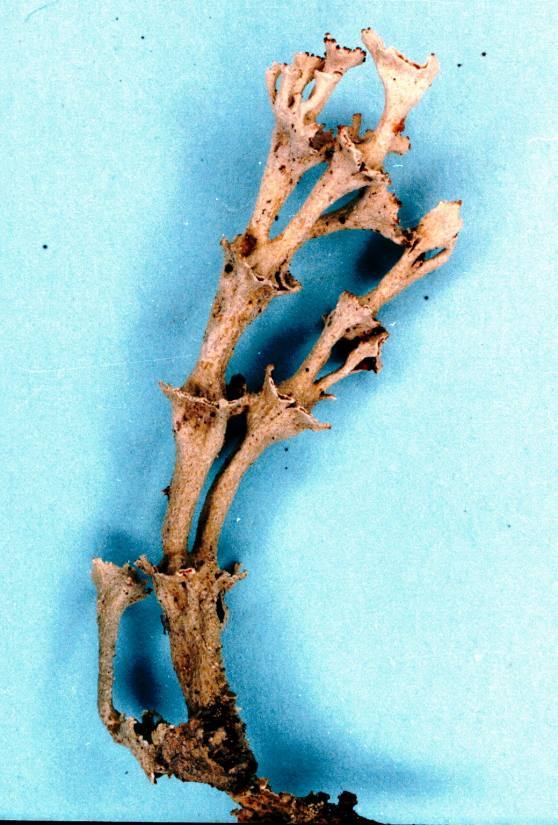
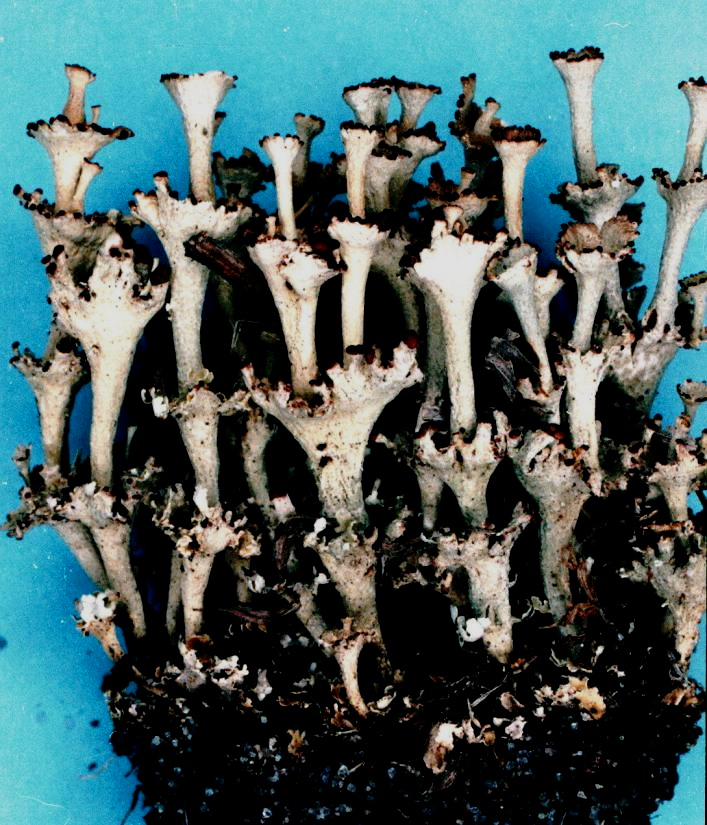